# Чичево
Чи́чево (болг. Чичево) — село в Кирджалійській області Болгарії. Входить до складу общини Кирково.

## Населення
За даними перепису населення 2011 року у селі проживали 42 особи.
Національний склад населення села:
| Національність   | Кількість осіб | Відсоток |
| ---------------- | -------------- | -------- |
| болгари          | 6              | 54,5%    |
| турки            | 4              | 36,4%    |
| Всього відповіли | 11             |          |

Розподіл населення за віком у 2011 році:
Динаміка населення: